# Arts-Syndrom
Das Arts-Syndrom ist eine sehr seltene angeborene Erkrankung mit den Hauptmerkmalen einer Ataxie, Schwerhörigkeit und Optikusatrophie.
Die Bezeichnung bezieht sich auf den Erstautor der Erstbeschreibung aus dem Jahre 1993 durch den niederländischen Kinderneurologen Willem F. M. Arts.

## Verbreitung
Die Häufigkeit wird mit unter 1 zu 1.000.000 angegeben, bislang wurde eine Familie in 5 Generationen beschrieben. Die Vererbung erfolgt X-chromosomal rezessiv.

## Ursache
Der Erkrankung liegen Mutationen im PRPS1-Gen am Genort Xq22.3 zugrunde (s. Ribosephosphat-Diphosphokinase).
Eine Mutation mit verminderter Enzymaktivität kann auch beim X-chromosal-rezessiven Rosenberg-Chutorian-Syndrom (CMTX5) und der X-chromosomalen Taubheit DFNX1 ursächlich sein, während eine erhöhte Enzymaktivität bei der PRPS1-Überaktivität vorliegt.

## Klinische Erscheinungen
Klinische Kriterien sind:
- Manifestation im Kleinkindalter oder schon in der Neugeborenenzeit
- verminderte Intelligenz
- Ataxie
- verzögerte motorische Entwicklung
- Schwerhörigkeit
- Visusverlust durch Optikusatrophie
- Infektneigung
- verminderter Muskeltonus bis schlaffe Tetraplegie und Areflexie

## Heilungsaussicht
Die Prognose ist ungünstig, die beschriebenen Patienten verstarben im Kindesalter.